# Last Young Renegade
Last Young Renegade es el séptimo álbum de la banda estadounidense de rock All Time Low. Fue lanzado el 2 de junio de 2017, y es el primer álbum lanzado con Fueled By Ramen. El primer sencillo de este disco, "Dirty Laundry", se presentó en BBC Radio 1 el 17 de febrero de 2017.

## Lista de canciones
| Last Young Renegade |                          |                                                 |                     |          |  |
| N.º                 | Título                   | Letras                                          | Productor(es)       | Duración |  |
| 1.                  | «Last Young Renegade»    | Alex Gaskarth, Busbee                           | Blake Harnage       | 03:34    |  |
| 2.                  | «Drugs & Candy»          | Gaskarth, Andrew Goldstein, Dan Book            | Colin Brittain      | 03:38    |  |
| 3.                  | «Dirty Laundry»          | Gaskarth, Brittain, Nicholas Furlong, Nick Long | Brittain, RAS, Long | 03:18    |  |
| 4.                  | «Good Times»             | Gaskarth, Goldstein, Book                       | Goldstein, Book     | 03:45    |  |
| 5.                  | «Nice2KnoU»              | Gaskarth, Brittain, Furlong                     | Brittain, RAS       | 03:17    |  |
| 6.                  | «Life of the Party»      | Gaskarth, Svante Halldin, Jakob Hazell          | Brittain, Harnage   | 03:25    |  |
| 7.                  | «Nightmares»             | Gaskarth, Goldstein, Book                       | Brittain            | 04:08    |  |
| 8.                  | «Dark Side of Your Room» | Gaskarth, Halldin, Hazell                       | Brittain, Harnage   | 03:26    |  |
| 9.                  | «Ground Control»         | Gaskarth, Harnage, Mike Green, Phoebe Ryan      | Harnage, Green      | 03:56    |  |
| 10.                 | «Afterglow»              | Gaskarth, Brittain, Furlong                     | Brittain, RAS       | 04:04    |  |
| 36:31               |                          |                                                 |                     |          |  |

## Personal
- Alex Gaskarth – Voz principal, guitarra rítmica
- Jack Barakat – Guitarra principal
- Zack Merrick – Bajo, corista
- Rian Dawson – Batería, percusión

- Datos: Q28841939